# Baxiantong
Baxiantong (kinesiska: 八仙筒, 八仙筒镇) är en köping i Kina. Den ligger i den autonoma regionen Inre Mongoliet, i den norra delen av landet, omkring 820 kilometer öster om regionhuvudstaden Hohhot. Antalet invånare är 49373. Befolkningen består av 24 445 kvinnor och 24 928 män. Barn under 15 år utgör 17,0 %, vuxna 15-64 år 75 %, och äldre över 65 år 6,0 %.
Genomsnittlig årsnederbörd är 633 millimeter. Den regnigaste månaden är juli, med i genomsnitt 198 mm nederbörd, och den torraste är januari, med 3 mm nederbörd.